# Обраний президент США
Обраним президентом США (англ. President-elect of the United States) називають майбутнього президента в період між всенародним голосуванням на початку листопада і 12 годинами дня за східним північноамериканським часом у день інавгурації 20 січня. Оскільки вибори в США непрямі (виборники голосують тільки в грудні), обраним президентом починають називати кандидата, який з усією очевидністю переможе, ще до того, як буде обраний офіційно.
Президент США формально обирається в перший понеділок після другої середи грудня кожні чотири роки на засіданні Колегії виборників (технічно це 51 незалежне засідання виборників у кожному штаті та окрузі Колумбія). З цього часу він вважається офіційно обраним президентом, а 20 січня наступного року, згідно з Двадцятою поправкою до Конституції США, вступає на посаду автоматично з закінченням терміну повноважень попередника о 12:00 (до 1937 року цей період тривалішим — до 4 березня). Вступ на посаду супроводжується інавгурацією з прийняттям присяги, але обов'язковою юридичною умовою для початку повноважень присяга не є.
Фактично новий президент уже визначений після всенародного голосування, яке розподіляє голоси виборників (у перший вівторок після першого понеділка листопада). Між усенародним голосуванням і колегією виборників (тобто протягом 41 дня) кандидат, який переміг на всенародному, вже має статус обраного президента. Така ж процедура діє і для віцепрезидента США, який на виборах йде в тандемі з президентом, як єдина кандидатура.
У випадку, якщо обраний президент помирає між засіданням колегії виборників і вступом на посаду, відповідно до тієї ж Двадцятої поправки, повноваження президента переходять до обраного разом з президентом віцепрезидента. У випадку, якщо обраний президент помирає між всенародним голосуванням і засіданням колегії виборників, остання має право обрати на пост президента країни іншу особу. В історії таких випадків не було. 15 лютого 1933 року, всього за кілька днів після прийняття Двадцятої поправки, був скоєний замах на Франкліна Рузвельта вже тоді, коли він був обраним президентом, а термін Герберта Гувера ще не закінчився, однак Рузвельт не постраждав. У 1872 році до засідання колегії виборників помер кандидат, який програв вибори – Горас Ґрілі.
Обраний президент, починаючи з всенародного голосування, поступово формує свою адміністрацію. В курс державних справ його вводить президент, який складає повноваження і якого називають «кульгавою качкою». Вже тоді обраний президент може неофіційно впливати на багато важливих рішень.

## Список обраних президентів США
| №  | Президент                | Дата виборів          | Дата інавгурації    | Партійна принадлежність |
| -- | ------------------------ | --------------------- | ------------------- | ----------------------- |
| 1  | Джордж Вашингтон         | 6 квітня 1789 року    | 30 квітня 1789 року | Безпартійний            |
| 2  | Джон Адамс               | Грудень 1796 року     | 4 березня 1797 року | Федераліст              |
| 3  | Томас Джефферсон         | 17 лютого 1801 року   | 4 березня 1801 року | Демократ-республіканець |
| 4  | Джеймс Медісон           | Грудень 1808 року     | 4 березня 1809 року | Демократ-республіканець |
| 5  | Джеймс Монро             | Грудень 1816 року     | 4 березня 1817 року | Демократ-республіканець |
| 6  | Джон Квінсі Адамс        | 9 лютого 1825 року    | 4 березня 1825 року | Демократ-республіканець |
| 7  | Ендрю Джексон            | 3 грудня 1828 року    | 4 березня 1829 року | Демократ                |
| 8  | Мартін ван Бюрен         | 7 грудня 1836 року    | 4 грудня 1837 року  | Демократ                |
| 9  | Вільям Генрі Гаррісон    | 2 грудня 1840 року    | 4 березня 1841 року | Віг                     |
| 10 | Джеймс Нокс Полк         | 4 грудня 1844 року    | 4 березня 1845 року | Демократ                |
| 11 | Закарі Тейлор            | 7 листопада 1848 року | 4 березня 1849 року | Віг                     |
| 12 | Франклін Пірс            | 2 листопада 1852 року | 4 березня 1853 року | Демократ                |
| 13 | Джеймс Б'юкенен          | 4 листопада 1856 року | 4 березня 1857 року | Демократ                |
| 14 | Авраам Лінкольн          | 6 листопада 1860 року | 4 березня 1861 року | Республіканець          |
| 15 | Улісс Грант              | 3 листопада 1868 року | 4 березня 1869 року | Республіканець          |
| 16 | Резерфорд Гейз           | 2 березня 1877 року   | 4 березня 1877 року | Республіканець          |
| 17 | Джеймс Гарфілд           | 2 листопада 1880 року | 4 березня 1881 року | Республіканець          |
| 18 | Стівен Ґровер Клівленд   | 4 листопада 1884 року | 4 березня 1885 року | Демократ                |
| 19 | Бенджамін Гаррісон       | 6 листопада 1888 року | 4 березня 1889 року | Республіканець          |
| 20 | Стівен Ґровер Клівленд   | 8 листопада 1892 року | 4 березня 1893 року | Демократ                |
| 21 | Вільям Мак-Кінлі         | 3 листопада 1896 року | 4 березня 1897 року | Республіканець          |
| 22 | Вільям Говард Тафт       | 3 листопада 1908 року | 4 березня 1909 року | Республіканець          |
| 23 | Томас Вудро Вільсон      | 5 листопада 1912 року | 4 березня 1913 року | Демократ                |
| 24 | Воррен Гардінг           | 2 листопада 1920 року | 4 березня 1921 року | Республіканець          |
| 25 | Герберт Гувер            | 6 листопад 1928 року  | 4 березня 1929 року | Республіканець          |
| 26 | Франклін Рузвельт        | 8 листопада 1932 року | 4 березня 1933 року | Демократ                |
| 27 | Дуайт Ейзенхауер         | 4 листопада 1952 року | 20 січня 1953 року  | Республіканець          |
| 28 | Джон Фіцджеральд Кеннеді | 9 листопада 1960 року | 20 січня 1961 року  | Демократ                |
| 29 | Річард Ніксон            | 5 листопада 1968 року | 20 січня 1969 року  | Республіканець          |
| 30 | Джиммі Картер            | 2 листопада 1976 року | 20 січня 1977 року  | Демократ                |
| 31 | Рональд Рейган           | 4 листопада 1980 року | 20 січня 1981 року  | Республіканець          |
| 32 | Джордж Буш-старший       | 8 листопада 1988 року | 20 січня 1989 року  | Республіканець          |
| 33 | Білл Клінтон             | 3 листопада 1992 року | 20 січня 1993 року  | Демократ                |
| 34 | Джордж Буш-молодший      | 7 листопада 2000 року | 20 січня 2001 року  | Республіканець          |
| 35 | Барак Обама              | 4 листопада 2008 року | 20 січня 2009 року  | Демократ                |
| 36 | Дональд Трамп            | 8 листопада 2016 року | 20 січня 2017 року  | Республіканець          |
| 37 | Джо Байден               | 7 січня 2021 року     | 20 січня 2021 року  | Демократ                |
| 38 | Дональд Трамп            | 6 листопада 2024      |                     | Республіканець          |